# Wahlbezirk Böhmen 110
Der Wahlbezirk Böhmen 110 war ein Wahlkreis für die Wahlen zum Abgeordnetenhaus im österreichischen Kronland Böhmen. Der Wahlbezirk wurde 1907 mit der Einführung der Reichsratswahlordnung geschaffen und bestand bis zum Zusammenbruch der Habsburgermonarchie.

## Geschichte
Nachdem der Reichsrat im Herbst 1906 das allgemeine, gleiche, geheime und direkte Männerwahlrecht beschlossen hatte, wurde mit 26. Jänner 1907 die große Wahlrechtsreform durch Sanktionierung von Kaiser Franz Joseph I. gültig. Mit der neuen Reichsratswahlordnung schuf man insgesamt 516 Wahlbezirke mit je einem zu wählenden Abgeordneten, die durch Direktwahl mit allfälliger Stichwahl bestimmt wurden. Der Wahlkreis Böhmen 110 umfasste den Gerichtsbezirk Teplitz ohne die Stadt Teplitz (Wahlbezirk Böhmen 82). Aus der Reichsratswahl 1907 ging Josef Seliger von der Sozialdemokratischen Partei als Sieger hervor, wobei er sein Mandat bereits im ersten Wahlgang mit 59 Prozent errang. Er konnte sein Mandat bei der Reichsratswahl 1911 im ersten Wahlgang mit 53 Prozent erfolgreich verteidigen. Zweitstärkste Partei im Wahlkreis war 1907 die Deutschradikale Partei, 1911 verwies die Deutsche Arbeiterpartei die Deutschradikalen auf den 3. Platz.

## Wahlergebnisse

### Reichsratswahl 1907
Die Reichsratswahl 1907 wurde am 14. Mai 1907 (erster Wahlgang) durchgeführt. Die Stichwahl entfiel auf Grund der absoluten Mehrheit von Josef Seliger im ersten Wahlgang.
| Kandidat                                                                       | Partei                     | Wahlkreis- stimmen | Prozent |
| ------------------------------------------------------------------------------ | -------------------------- | ------------------ | ------- |
| Josef Seliger                                                                  | Sozialdemokratische Partei | 7421               | 59,1 %  |
| Karl Augustin                                                                  | Freialldeutsche Partei     | 3743               | 29,8 %  |
| Franz Barsch                                                                   | Christlichsoziale Partei   | 1067               | 8,5 %   |
| Karl Stanislav Sokol                                                           | Böhmischer Zählkandidat    | 294                | 2,3 %   |
|                                                                                | Sonstige Parteien          | 42                 | 0,3 %   |
| Wahlberechtigte: 14.027, Ungültige/Leere Stimmen: 118, Wahlbeteiligung: 88,7 % |                            |                    |         |

### Reichsratswahl 1911
Die Reichsratswahl 1911 wurde am 13. Juni 1911 (erster Wahlgang) durchgeführt. Die Stichwahl entfiel auf Grund der absoluten Mehrheit von Josef Seliger im ersten Wahlgang.

#### Erster Wahlgang
| Kandidat                                                                       | Partei                     | Wahlkreis- stimmen | Prozent |
| ------------------------------------------------------------------------------ | -------------------------- | ------------------ | ------- |
| Josef Seliger                                                                  | Sozialdemokratische Partei | 6791               | 52,7 %  |
| Anton Bernd                                                                    | Deutsche Arbeiterpartei    | 2789               | 21,6 %  |
| Karl Wallisch                                                                  | Deutschradikale Partei     | 2253               | 17,5 %  |
| Hans Schlögel                                                                  | Christlichsoziale Partei   | 622                | 4,8 %   |
| Ferdinand Seidl                                                                | Tschechischer Zählkandidat | 325                | 2,5 %   |
|                                                                                | Sonstige Parteien          | 38                 | 0,3 %   |
| Wahlberechtigte: 14.836, Ungültige/Leere Stimmen: 110, Wahlbeteiligung: 87,6 % |                            |                    |         |